# Out Among the Stars
| Оценки критиков | Оценки критиков |
| Источник        | Оценка          |
| --------------- | --------------- |
| AllMusic        | [ 1 ]           |
| Rolling Stone   | [ 2 ]           |

Out Among the Stars — студийный альбом американского кантри-певца Джонни Кэша (1932—2003), посмертно изданный 25 марта 2014 года на студии Legacy Recordings. В него вошли сессионные записи 1980-х годов вместе с продюсером Billy Sherrill и обнаруженные в 2012 году сыном кантри-легенды Джоном Картером Кэшем. Диск возглавил американский кантри-чарт Top Country Albums, хит-парад Швейцарии (Swiss Albums), вошёл в пятёрки лучших альбомов в Австралии (Australian Albums Chart), Великобритании (UK Albums, Official Charts Company), Канаде (Canadian Albums Chart), Германии (German Albums), достиг № 3 в US Billboard 200.

## История
Альбом получил положительные отзывы музыкальной критики и интернет-изданий, например, AllMusic, Stereogum, Rolling Stone. Ещё до выхода издание Stereogum назвало его наиболее ожидаемым диском 2014 года.
Вышедший 25 марта 2014 года альбом Out Among the Stars дебютировал на третьем месте в общенациональном хит-параде США (Billboard 200) и на № 1 Billboard Top Country Albums, с тиражом в 54,000 копий впервую неделю релиза. Позднее его тираж достиг 97,000 копий.

## Список композиций
1. «Out Among the Stars» (Adam Mitchell) — 3:02
2. «Baby Ride Easy» (Richard Dobson) — 2:43
3. «She Used to Love Me a Lot» (Kye Fleming, Dennis Morgan, and Charles Quillen) — 3:11
4. «After All» (Charles Cochran and Sandy Mason) — 2:47[1]
5. «I’m Movin' On» (Hank Snow) — 3:09
6. «If I Told You Who It Was» (Bobby Braddock, Curly Putman) — 3:05
7. «Call Your Mother» (Cash) — 3:17
8. «I Drove Her Out of My Mind» (Gary Gentry, Hillman Hall) — 3:01
9. «Tennessee» (Rick Scott) — 3:27
10. «Rock and Roll Shoes» (Paul Kennerley, Graham Lyle) — 2:41
11. «Don’t You Think It’s Come Our Time» (Tommy Collins) — 2:17
12. «I Came to Believe» (Cash) — 3:29
13. «She Used to Love Me a Lot» (JC/EC Version) (Kye Fleming, Dennis Morgan, and Charles Quillen) — 3:23

## Чарты
| Чарт (2014)                              | Высшая позиция |
| ---------------------------------------- | -------------- |
| Австралия (ARIA)                         | 4              |
| Австрия (Ö3 Austria)                     | 2              |
| Бельгия/Фландрия (Ultratop)              | 5              |
| Бельгия/Валлония (Ultratop)              | 22             |
| Канада (Canadian Albums Chart)           | 2              |
| Дания (Hitlisten)                        | 7              |
| Нидерланды (Album Top 100)               | 2              |
| Финляндия (Suomen virallinen lista)      | 16             |
| Франция (SNEP)                           | 32             |
| Германия (Offizielle Top 100)            | 4              |
| Италия (FIMI)                            | 11             |
| Новая Зеландия (RMNZ)                    | 10             |
| Норвегия (VG-lista)                      | 6              |
| Польша (ZPAV)                            | 13             |
| Испания (PROMUSICAE)                     | 68             |
| Швеция (Sverigetopplistan)               | 3              |
| Швейцария (Schweizer Hitparade)          | 1              |
| UK Albums (Official Charts Company)      | 4              |
| Великобритания (UK Country Albums Chart) | 1              |
| США (Billboard 200)                      | 3              |
| США (Billboard Top Country Albums)       | 1              |

## Сертификации
| Регион | Сертификация | Продажи |
| --- | ------------ | ------- |
| Швейцария (IFPI Switzerland)                                                                                             | Золотой      | 10 000^ |
| Великобритания (BPI) | Серебряный   | 60 000* |
| * Данные о продажах приведены только на основе сертификации. ^ Данные о тиражах приведены только на основе сертификации. |              |         |